# Comuna Terseanka, Novomîkolaiivka
Terseanka (în ucraineană Терсянка) este o comună în raionul Novomîkolaiivka, regiunea Zaporijjea, Ucraina, formată din satele Krînivka, Mareanivka, Nijenka, Novoviktorivka, Rozivka, Ternivka, Terseanka (reședința), Viktorivka, Voskresenka, Zalîvne și Zelena Dibrova.

## Demografie
Componența lingvistică a comunei Terseanka
     Ucraineană (92,34%)
     Rusă (7,4%)
Conform recensământului din 2001, majoritatea populației comunei Terseanka era vorbitoare de ucraineană (92,34%), existând în minoritate și vorbitori de rusă (7,4%).